# Dywizja Zapasowa F
Dywizja Zapasowa F (niem. Feldersatz-Division F) – jedna z dywizji zapasowych Wehrmachtu. Utworzona w styczniu 1942 roku w VI Okręgu Wojskowym i rozwiązana wiosną tego samego roku. Dowodził nią generał dywizji Franz Seuffert. Składała się z 3 pułków zapasowych F (1, 2, 3).